# Aron Gurwitsch
Aron Gurwitsch (* 17. Januar 1901 in Wilna, Gouvernement Wilna, Russisches Kaiserreich; † 25. Juni 1973 in Zürich, Schweiz) war ein aus Litauen stammender amerikanischer Philosoph.

## Biografie
Die Familie Gurwitschs zog 1906 nach Danzig, wo er 1919 sein Abitur machte. Anschließend begann er in Berlin ein Studium der Philosophie und Deutschen Literatur. 1920 wechselte er nach Frankfurt am Main, um dort zunächst Medizin und Mathematik, später auch wieder Philosophie zu studieren. 1928 erfolgte seine Dissertation bei Moritz Geiger in Göttingen. Bis zu seiner Emigration 1933 arbeitete er für das preußische Wissenschaftsministerium und als Assistent bei Moritz Geiger in Göttingen. Er verfasste regelmäßig Beiträge für das „Frankfurter Israelitische Gemeindeblatt“.
Als die Nazis 1933 an die Macht kamen, verlor Gurwitsch sein Stipendium und floh nach Paris, wo er bis 1940 an der Sorbonne lehrte. In dieser Zeit machte er die Bekanntschaft des französischen Phänomenologen Maurice Merleau-Ponty. Angesichts der drohenden deutschen Invasion verließ er 1940 Europa und wanderte in die Vereinigten Staaten aus.
Nachdem er zwei Jahre als Gasthörer an der Johns Hopkins University in Baltimore verbracht hatte, wurde er als Physik-Dozent an der Harvard University eingestellt. 1947 wurde er Gastprofessor für Mathematik am Wheaton College in Norton, 1948 zum Assistenzprofessor für Mathematik an der Brandeis University in Waltham. Ab 1951 war er außerordentlicher Professor an der Brandeis University.
1958 kehrte er als Gastprofessor an die Universität Köln zurück. Ein Jahr später ernannte man ihn zum Philosophie-Professor an der Fakultät für Politik- und Sozialwissenschaften an der New School for Social Research in New York.
Aron Gurwitsch war seit 1929 mit Alice Stern verheiratet.

## Werk
Als Hauptwerk Gurwitschs gilt das 1957 publizierte Werk Théorie du champ de la conscience (dt. Das Bewusstseinsfeld).
In diesem verknüpft Gurwitsch Aspekte der Phänomenologie und der Gestalttheorie zu einer Theorie des Bewusstseins und
der Wahrnehmung.

## Werke (Auswahl)
- Phänomenologie der Thematik und des reinen Ich (1928)
- Théorie du champ de la conscience (dt. Das Bewusstseinsfeld) (1957)
- Der Begriff des Bewußtseins bei Kant und Husserl (1964)
- Leibniz: Philosophie des Panlogismus (1974)
- Die mitmenschlichen Begegnungen in der Milieuwelt (4. Quartal 1931, Habilitationsschrift)